# Edward Włodarczyk
Edward Włodarczyk (* 5. Oktober 1946 in Gilów bei Strzelce Krajeńskie, Polen; † 7. April 2021 in Mierzyn bei Stettin) war ein polnischer Geschichtswissenschaftler. Ab 2012 war er Rektor der Universität Stettin.

## Leben
Edward Włodarczyk besuchte die Schule in Drezdenko und absolvierte von 1964 bis 1969 ein Magisterstudium an der Philosophisch-Historischen Fakultät der Adam-Mickiewicz-Universität Posen. 1969 wurde er Mitarbeiter des Instituts für polnische Geschichte der Polnischen Akademie der Wissenschaften (PAN) in Stettin. 
1977 erfolgte in Posen seine Promotion und er habilitierte 1988 ebenfalls an der Posener Hochschule. Im Jahr darauf wurde Edward Włodarczyk Leiter des Bereichs für Geschichte Pommerns der PAN in Stettin und blieb in dieser Position bis 1992. In dem Jahr wurde er als Dozent für Frühe Neuzeit der Universität Stettin angestellt. 1996 bis 2002 war er Dekan der Fakultät für Geschichtswissenschaften. Während dieser Zeit wurde ihm auch der Professoren-Titel verliehen (1999) und 2001 erfolgte die Ernennung zum ordentlichen Professor. 2002 bis 2008 war Edward Włodarczyk Direktor des Instituts für Geschichte und Internationale Beziehungen und anschließend Prorektor der Stettiner Universität. 2012 erfolgte seine Wahl zum Rektor der Hochschule, nach Ablauf der 4-jährigen Amtszeit stellte er sich erfolgreich der Wiederwahl.

## Veröffentlichungen
Insgesamt hat Edward Włodarczyk über 120 Werke veröffentlicht, darunter: 
- Wielki przemysł Szczecina w latach 1850–1914, Warszawa-Poznań 1982
- Rozwój gospodarczy miast portowych pruskich prowincji nadbałtyckich w latach 1850-1914, Wrocław 1987
- Zapis historii, Poznań 1993
  - deutsch: Stettin. Kurze Stadtgeschichte, Poznań 1994, ISBN 83-7063-079-0
- Historia Gdańska – Teil IV (1815–1920), Redaktion E. Cieślaka, Sopot 1998
- Przeszłość-teraźniejszość, przyszłość mit J.M. Piskorski und B. Wachowiaki,  Szczecin 2000
- Źródła do polsko-kaszubskich aspektów Pomorza Zachodniego, Teil IV, Redaktion B. Wachowiaka, Poznań-Gdańsk 2006
- Rozwój gospodarczy miast portowych pruskich prowincji nadbałtyckich w latach 1808–1914  (Habilitation), Poznań 2016, ISBN 978-83-7972-073-6